# Белска река
Белска река је једна од многобројних река у југоисточној Србији. Она у ширем смислу припада сливу реке Височице (Темштице), а у најширем смислу припада сливу реке Нишаве, односно Јужне Мораве, затим Велике Мораве, па самим тим и црноморском сливу. Административно припада Граду Пироту у Пиротском округу.

## Географске одлике
Белска река се формира од више токова који се међусобно не разликују много по дужини и водности, а спајају се код села Бела, једног од насеља Града Пирота, по коме и носи име. Као почетак реке може се узети врело испод Стојановог трапа (1.441 m н.в) које се јавља на надморској висини од 1.118 метара. 
Густина речне мреже, у сливу изграђеном од кречњака и доломита, је велика и износи 1,81 km/km², иако на сталне водотоке отпада само 0,58 km/km²

### Геоморфологија слива
Терен у сливу Белскер реке изграђеном од кречњака и доломита јако је дисециран, а падови речних токова су велики. Пад главног тока је 112,97 m/km. 
Низводно Бела река се улива у Завојско језеро на око 604 m н.в. Завојско језеро је потопило речно корито на дужини око 250 метара и у некадашњој речној долини формирало залив.

### Вегетација
Слив Белске реке је добрим делом покривен шумом, нарочито његова источна страна, а остатак чине углавном различити типови травнате и грмасте вегетације.